# Андекс
А́ндекс (нем. Andechs) — посёлок близ восточного берега озера Аммерзее, к западу от Мюнхена, который известен благодаря находящемуся здесь бенедиктинскому монастырю, месту паломничества к святым мощам, привезённым родоначальником Андексской династии из Рима и Палестины.
В середине XIII века со смертью Ядвиги Андексской и Оттона Бургундского род пресекся, а замок Андекс был разрушен. На его месте Виттельсбахами основано Андексское аббатство, которое пользовалось особым их покровительством и ныне служит усыпальницей потомков баварского королевского рода. История Андекса и его правителей подробно изложена в трудах Хормайра.
Также высоко ценится благодаря своему качеству и древним традициям местное пиво.